# Green Island (Taiwan)
Green Island (cinese tradizionale: 綠島; pinyin: Lǜ Dǎo; POJ: Le̍k-tó; traduzione: isola verde) è una piccola isola vulcanica dell'Oceano Pacifico, situata a circa 33 km (20.5 miglia) al largo della costa orientale di Taiwan. Nel XIX secolo era conosciuta come Isola Samasana, mentre i giapponesi la chiamavano Kasho-to (火燒島). L'isola è ampia 15.092 km² durante l'alta marea, e 17.329 km² durante la bassa. Green Island, quarta isola per grandezza dello Stato di Taiwan, è amministrata dalla contea di Taitung, insieme all'isola di Orchid Island più al largo, e governativamente prende il nome di Lutao Hsiang (綠島鄉). L'isola è accessibile via aereo dalla città di Taitung, dalla quale il volo impiega in genere 12 minuti; in alternativa, vi si arriva con dei traghetti della capacità massima di 250 passeggeri.
Attualmente, Green Island è una popolare meta turistica taiwanese, conosciuta per i fondali adatti a fare immersioni.

## Colonie penali

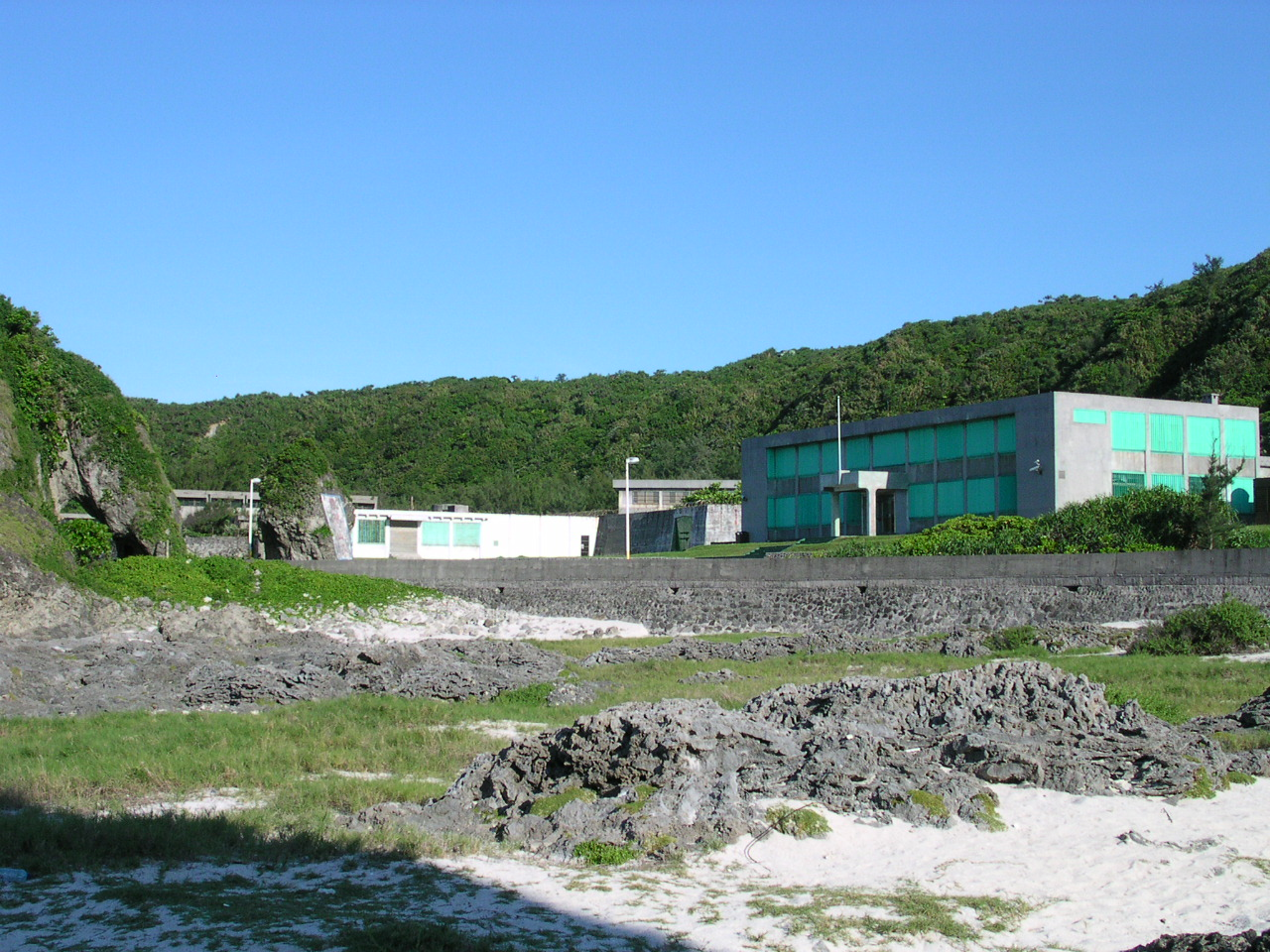
Il Villaggio Oasi

L'isola era in passato nota a causa delle prigioni e colonie penali, che vi erano state costruite a causa della posizione isolata che l'isoletta offriva, adatta all'esilio di prigionieri politici durante l'epoca della legge marziale attuata dal Kuomintang, periodo che venne anche chiamato "Terrore Bianco". In seguito alla loro liberazione, molti degli ex-prigionieri rimasti in galera dalla fine degli anni quaranta alla fine degli anni ottanta, il più noto dei quali fu Shih Ming-teh, fondarono il Partito Democratico Progressista. Anche lo scrittore Bo Yang fu fatto prigioniero sull'isola.
Il luogo dove venivano incarcerati la maggior parte dei prigionieri politici, tra i quali anche Shih Ming-teh, era il Green Island Lodge (Lǜ Dǎo Shānzhuāng), nel quale erano riportate condizioni di vita al limite dell'invivibile. La più grande colonia penale, tuttavia, era il Villaggio Oasi, che attualmente è stato chiuso come prigione, ma è aperto al pubblico per visite guidate. Infine, vi è la Prigione di Green Island (Lǜ Jiānyú), attualmente in funzione, che si dice abbia ospitato alcuni tra i più pericolosi criminali, assassini e mafiosi di Taiwan.

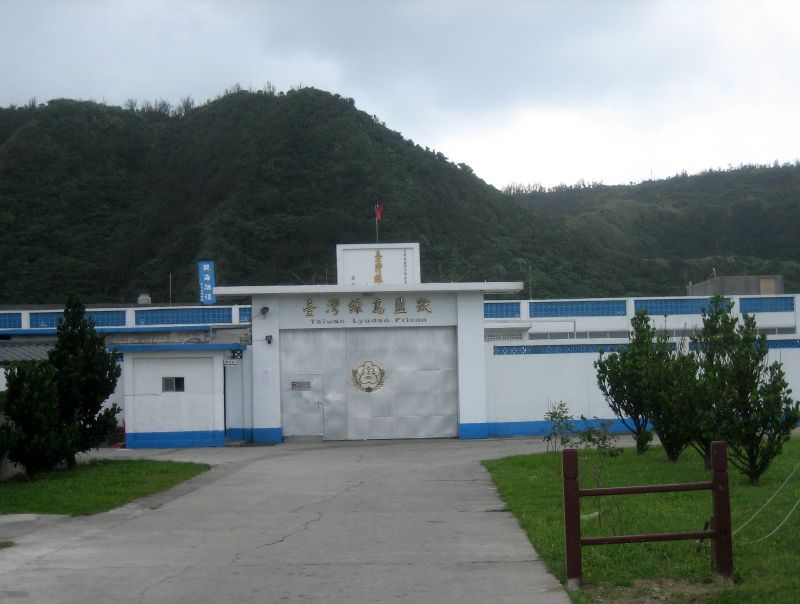
La prigione di Green Island

## Fauna locale
L'isola è habitat naturale di alcune specie di cervi, anatre, camaleonti, pipistrelli giganti e granchi del cocco, oltre che di uccelli indigeni e migratori.

## Popolazione
Nel 1995, meno della metà dei 2.634 residenti registrati vivevano effettivamente sull'isola. La popolazione diminuisce sempre di più, a causa della difficoltà di trovare un lavoro entro la piccola superficie dell'isola, tuttavia vi sono due asili nido, una scuola dell'infanzia, due scuole elementari ed una scuola media. Per proseguire la loro istruzione e frequentare scuole superiori ed università, gli isolani sono costretti a trasferirsi a Taiwan. I pochi servizi pubblici includono una casa di riposo, una biblioteca ed un centro sociale.
L'isola era originariamente abitata dall'etnia Ami di aborigeni taiwanesi, che la chiamarono Sanasai. Il nome fu successivamente trasposto in "Isola bruciata dal fuoco" (火燒島, Huǒshāo Dǎo o 火燒嶼, Huǒshāo Yu in cinese), prima di essere definitivamente rinominata Isola Verde, il 1º agosto 1949, dal magistrato di Taitung Huang Shih-hung (黃式鴻).
Vi sono solo tre villaggi dell'isola, ognuno dei quali contiene degli insediamenti (聚落).
- Villaggio Zhongliao (中寮村)
  - Zhongliao
- Villaggio Nanliao (南寮村)
  - Nanliao (南寮)
  - Yugang (漁港)
- Villaggio Gongguan (公館村)
  - Gongguan (公館)
  - Chaikou (柴口)
  - Liumagou (流麻溝)
  - Dahu (大湖)
  - Zuoping (左坪)

Ci sono, inoltre, quattro insediamenti abbandonati dagli aborigeni, che appartengono attualmente al villaggio di Gongguan, il più ampio dei tre.
- Youzihu (柚子湖)
- Nanzihu (楠子湖)
- Haishenping (海參坪)
- Dabaisha (大白沙)